# 제9대 달라이 라마

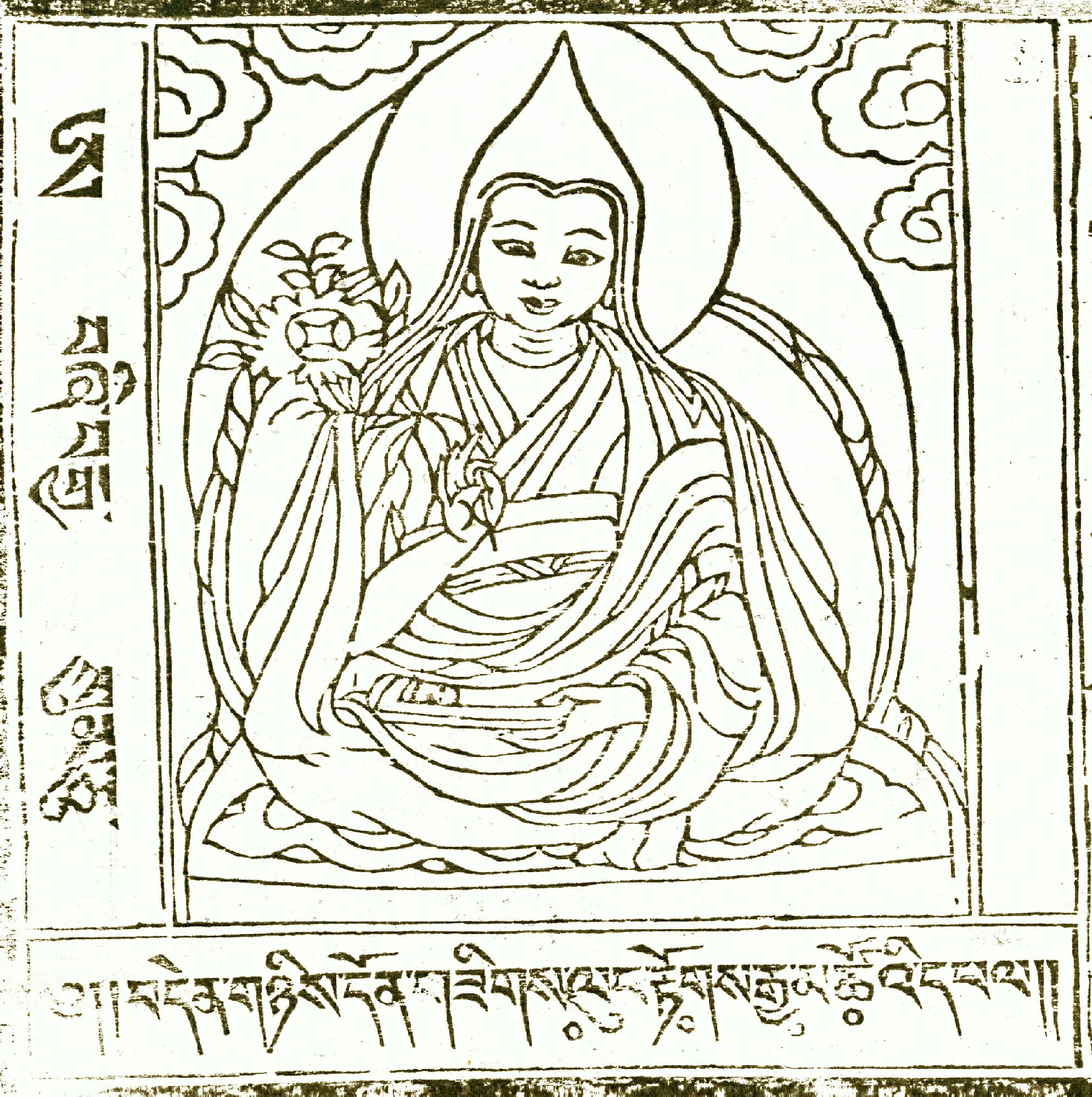
제9대 달라이 라마

룽독갸초(티베트어: ལུང་རྟོགས་རྒྱ་མཚོ་, 1805년 ~ 1815년)는 제9대 달라이 라마이다. 14명에 이르는 달라이 라마들 중 유일하게 유아기 시절에 사망한 달라이 라마이며, 22살이 되기 전에 죽은 첫 달라이 라마이다.

## 달라이 라마에 오르기 전
룽독갸초는 상서로운 기운과 함께 1805년 1월에 태어났다고 전해진다. 많은 자료들이 그가 고아임을 증거하지만, 어떤 자료들에는 그에게 부모가 있었다고 적혀있기도 하다. 8대 달라이 라마가 죽은 지 얼마 지나지 않아, 룽독갸초는 라싸 근처의 사원으로 불려가 다른 후보자들과 함께 승려들에 의해 환생자 여부 심사를 받게 된다. 그는 8대 달라이 라마를 옆에서 보좌했던 승려들에게 좋은 점수를 받았으며, 당시 7대 판첸라마에게도 적합 판정을 받았다. 1808년, 그는 머리를 깎고 정식으로 '룽독갸초'라는 이름을 받게 된다.

## 달라이 라마
1807년에 그는 정식으로 달라이 라마의 환생임을 인정받았으며, 성대한 의식과 함께 라싸로 들어가게 된다. 1810년에, 그가 포탈라 궁에 있는 황금 옥좌에 앉음으로써 그의 치세가 시작되게 된다. 당시 유럽의 모험가들이 7살이었던 룽독갸초를 직접 알현하고 기록을 남겼는데, 그 기록은 아래와 같다.
달라이 라마의 아름다운 얼굴이 내 시선을 빼앗아갔다. 그는 소박하고 꾸며지지 않은 태도를 취했으며, 잘자란 귀공자 같은 느낌을 풍겼다. 그의 얼굴은 매우 아름다웠고, 명랑한 느낌이 들었다. 나는 그 앞에서 내 감각이 기묘해짐을 느꼈다.

룽독갸초는 상당한 지성을 가지고 있었으며, 수많은 고대의 기록들과 문헌들을 외우고 있었다고 전한다.

## 선종
9살의 어린 나이였던 룽독갸초는 건물 밖에서 축제를 주재하던 도중, 추위에 시달리다 병이 들었고 1815년 3월 6일 선종했다. 티베트 전역이 애도의 뜻을 표했으며 이와 같은 행동은 새로운 달라이 라마가 나올 때까지 계속되었다. 그의 유해는 포탈라 궁의 황금 사원 안에 안치되었다.
| 전임 참빼갸초 | 제9대 달라이 라마 1810년 ~ 1815년 | 후임 취침갸초 |